# Kaitain
Kaitain è un pianeta immaginario del ciclo di Dune, ideato da Frank Herbert e ripreso dal figlio Brian Herbert, e da Kevin J. Anderson.

## Storia e descrizione
Kaitain fu per secoli la capitale dell'Impero feudale comandato dagli Imperatori di Casa Corrino, da quando una casata feudale caduta in disgrazia bombardò Salusa Secundus, la prima capitale galattica, con un massiccio impiego di armi nucleari.
Appena l'Imperatore regnante al tempo spostò la capitale su Kaitain, furono consultati i migliori planetologi, i più esperti ingegneri e i migliori architetti, i quali fecero del pianeta un paradiso di incommensurabile bellezza, ricco di acqua, giardini ricercati, palazzi principeschi e città ordinate e risplendenti.
Il clima di Kaitain, perennemente temperato e mitigato dai laghi incantati, era controllato incessantemente dai satelliti ambientali, capaci di impedire catastrofi climatiche.
Il famoso Planetologo Pardot Kynes temeva che tale soffocante controllo sull'ecosistema di Kaitain potesse presto causare guai molto seri e irrimediabili sull'intero pianeta.
Kaitain rimase la capitale fino alla fine del regno di Shaddam IV, che abdicò in favore di Paul Atreides, il quale trasferì la capitale dell'Impero direttamente su Arrakis. In seguito Kaitain venne attaccato dai Fremen durante la Crociata di Mua'dib e verrà ridotto in rovina.
Nel film Dune di David Lynch (1984) Kaitan appare fugacemente inanellato come Saturno. Una carrellata su ciò che sembrerebbe la locazione geografica della capitale, si nota un continente simile al Golfo Persico.

## Influenza culturale
- A Kaitain è dedicato il Kaitain Labyrinthus, formazione geologica della superficie di Titano[1].